# Sanación pránica
La sanación pránica es una forma de medicina complementaria sin contacto que afirma poder curar utilizando el prana, una clase de energía vital en el hinduismo, y la restauración de los chakras. Es similar al chi kung externo. La escasez de ensayos clínicos al respecto y el hecho de que esté basada en postulados acientíficos hacen que no haya pruebas de su eficacia. Es considerada en España como una pseudoterapia por la Asociación para Proteger al Enfermo de Terapias Pseudocientíficas (APETP).
Aunque el término abarca realmente un conjunto heterogéneo de prácticas, antiguas y modernas, la versión más popular fue desarrollada por el filipino Samson Lim Choachuy (popularmente conocido como Master Choa Kok Sui), quien fundó centros y escribió libros sobre la disciplina, que mezcló con elementos de la medicina tradicional china. Ha sido descrita como una etnomedicina, un tipo de medicina alternativa con componentes espirituales o como un movimiento religioso con componentes centrados en la curación.